# Stadio Independencia
Lo stadio Independencia,  (in spagnolo Estadio Independencia) era un impianto sportivo multiuso da Independencia, in Cile. Ospitò le partite dell'Universidad Católica fino al 1971, quando fu demolito. Fu il terzo dei quattro stadi posseduti dai Crociati, dopo lo Stadio Universidad Católica e i Campos de Sports de Ñuñoa, e il primo ad essere costruito interamente dalla squadra. Decenni dopo, la Católica inaugurò il San Carlos de Apoquindo.

## Storia

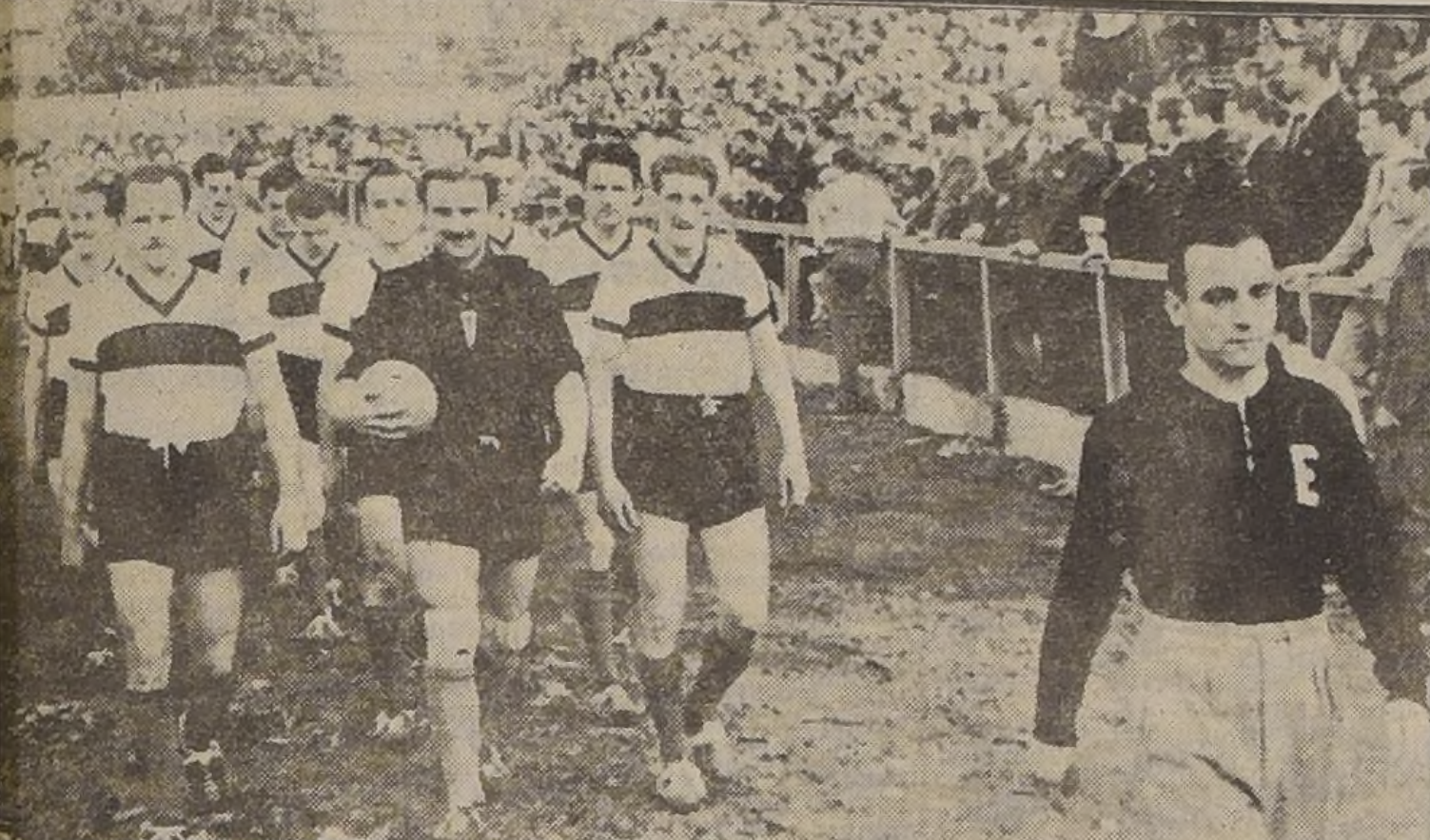
I giocatori dell'Universidad Católica alla cerimonia di inaugurazione dello stadio.

Il complesso sportivo comprendeva un campo da calcio, una pista di atletica e una piscina, situata dietro la porta sud. Lo stadio si trovava a quattro isolati dallo stadio Santa Laura. Il 12 ottobre 1945, l'Independencia fu inaugurato in occasione di un incontro tra l'Universidad Católica, l'Universidad de Chile, l'Università di Concepción e l'Università tecnica Federico Santa María.
Oltre alle parate delle sezioni sportive della CDUC e di altre delegazioni, lo stadio fu inaugurato con una doppia partita di calcio. Nel turno preliminare, l'Universidad de Chile affrontò l'Università di Santa María. Nella partita principale, la prima squadra dell'Universidad Católica affrontò una rappresentante dell'Università di Concepción. Dopo aver recuperato uno svantaggio di 2-0, Católica sconfissero la squadra dell'ottava regione per 4-2. Il primo gol dell'Universidad Católica a Independencia fu segnato da Antonio Ciraolo. La formazione presentata dall'Universidad Católica comprendeva Sergio Livingstone, Alberto Buccicardi e Fernando Riera.
Nello Stadio Independencia si sono giocate le finali di Copa Chile 1961 e 1962, e la finale del Campionato di Apertura 1950. Per quanto riguarda l'Universidad Católica, giocando in questo stadio ha vinto il Torneo di consolazione 1949 e il tetracampionato del Torneo di Riserve tra il 1964 e il 1967.
Per quanto riguarda altri sport, è stato sede del Torneo Todo Competidor dell'Associazione di Atletismo di Santiago 1954 e del Campionato Latinoamericano di Boxe Amatoriale 1946. Per quanto riguarda gli eventi artistici, il cantante canadese Paul Anka si è esibito nello Stadio Independencia l'8 ottobre 1960. Dopo la sua demolizione nel 1971, l'Universidad Católica ha giocato in casa in diversi stadi, fino alla costruzione nel 1988 del suo quarto stadio, San Carlos de Apoquindo, ristrutturato tra il 2022 e il 2025.